# Katharina Prinz
Katharina Prinz (* 7. April 1997) ist eine deutsche Fußballspielerin.

## Karriere

### Vereine
Prinz begann ihre Karriere beim SSV Lützenkirchen und wechselte 2009 in die Jugendabteilung von Bayer 04 Leverkusen. Von 2012 bis 2014 war sie Spielführerin der U17-Nachwuchsmannschaft, mit der sie in der B-Juniorinnen-Bundesliga West/Südwest spielte. 
Nachdem sie zuvor in zwei Partien für die zweite Frauenmannschaft in der Regionalliga West zum Einsatz gekommen war, stand sie am 1. Dezember 2013 (9. Spieltag) erstmals im Kader der ersten Mannschaft. Beim 5:1-Erfolg gegen den SC Freiburg debütierte sie in diesem Spiel auch in der Bundesliga, als sie in der 86. Minute für Kathrin Hendrich eingewechselt wurde. Ab der Saison 2014/15 gehörte Prinz dauerhaft zum Bundesligakader der Leverkuserinnen, ehe ihr auslaufender Vertrag im Sommer 2016 nicht verlängert wurde. Sie schloss sich daraufhin zur Saison 2016/17 dem Zweitligisten SV Meppen an. Dort wurde sie auf Anhieb zur Stammspielerin und erzielte bei 20 Ligaeinsätzen zehn Tore. Am Saisonende verließ sie den Verein, da es sie aufgrund ihres bevorstehenden Abschlusses ihrer Berufsausbildung in ihre Heimatstadt Leverkusen zog. Zur Rückrunde der Saison 2017/18 kehrte sie zu den inzwischen in die 2. Bundesliga Süd abgestiegenen Leverkusenerinnen zurück. Am 11. Februar 2018 (10. Spieltag) gelang ihr beim 6:1-Heimsieg gegen den VfL Sindelfingen mit dem Treffer zum 4:0 das erste Zweitligator für Leverkusen. Am Saisonende 2019/20, an dem ihre Mannschaft eine um neun Tore bessere Tordifferenz gegenüber den 1. FC Köln aufwies und somit die Spielklasse halten konnte, verließ sie Bayer 04 Leverkusen.
Seit der Saison 2020/21 spielt sie für den 1. FFC Recklinghausen, für den sie bis Saisonende 2022/23 48 Punktspiele in der drittklassigen Regionalliga West bestritt und 23 Tore erzielte.

### Auswahlmannschaft
Mit den Auswahlmannschaften des Fußballverbandes Mittelrhein der Altersklassen U15 (2011, 2012) und U17 (2012, 2013) nahm sie am Turnier um den DFB-Länderpokal teil.

## Erfolge
- Dritter Regionalliga West 2018 und Aufstieg in die 2. Bundesliga (mit Bayer 04 Leverkusen)
- Mittelrhein-Pokalsiegerin 2012 mit den C-Juniorinnen von Bayer 04 Leverkusen